# Dream Out Loud by Selena Gomez

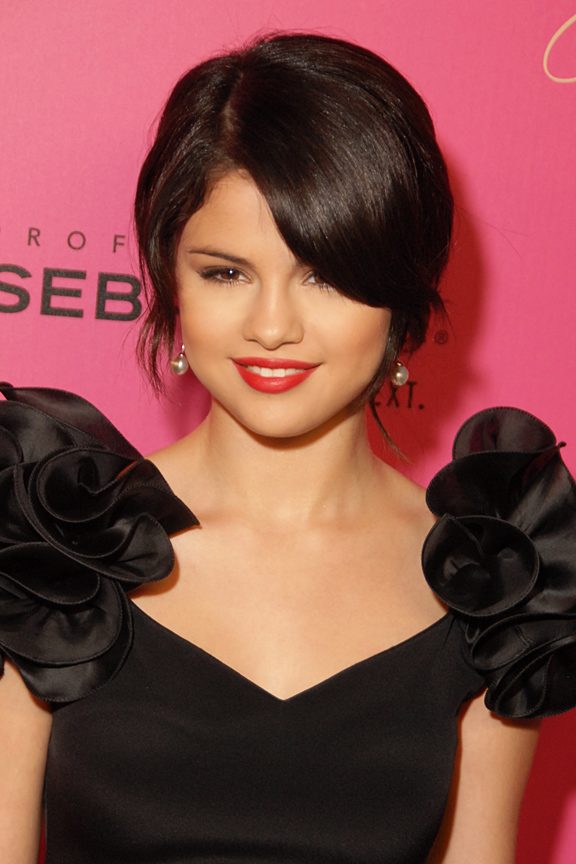
Selena Gomez en "The 6th Annual Hollywood Style Awards" en Beverly Hills en 2009 (Gomez ya se había convertido en un icono de la moda)

Dream Out Loud by Selena Gomez es la línea de ropa de la actriz y cantante estadounidense Selena Gomez, que es distribuida por K-Mart.

## Distribución
Se anunció en octubre del 2009 y se lanzó en otoño del 2010 siendo distribuida por la tienda K-Mart.
La línea de ropa sólo estaba disponible en Estados Unidos y Puerto Rico, hasta que el 29 de enero de 2012, durante la gira We Own the Night Tour, se lanzó la línea para Chile, y es distribuida por el supermercado Líder de Walmart. En 2013 está disponible su línea de ropa en el supermercado Metro en Perú .
En el 2010, la revista Teen Vogue publicó algunas fotos de «Dream Out Loud».

## Línea ecológica
Gomez dijo que la línea va a reflejar su estilo personal y se describe la ropa para ser más "bonita, femenina, y bohemia", y: "Con mi línea, realmente quiero dar las opciones de los clientes sobre cómo pueden poner sus propias miradas, junto [...] Quiero las piezas que pueden ser fáciles de vestir o hacia abajo, y las telas que son ecológicos y orgánicos es súper importante [...]

## UNICEF
Selena Gomez, ha revelado el diseño de una nueva camiseta que forma parte de su línea 'Dream Out Loud'. Según se informa, la pieza está destinada a apoyar a su campaña 'Truco o Travesura' (Trick Or Treat) para UNICEF.
De acuerdo con la página oficial de Facebook de Selena Gomez, se trataría de unas camisetas coleccionables cuyas ganancias serán destinadas a la fundación de la estrella de Disney. La campaña, según detalló, corrió desde el 15 de septiembre hasta el 31 de octubre de 2010 en las tiendas K-Mart.
"Espero que todos ustedes muestren su apoyo usando estas camisetas para difundir el mensaje. Juntos podemos hacer lo mejor de 'Truco o Travesura' para UNICEF", manifestó Selena Gomez.